# Montbard (Adelsgeschlecht)
Das Haus Montbard war eine Familie des Feudaladels im hochmittelalterlichen Herzogtum Burgund in Frankreich. Seine namensgebende Stammburg liegt bei der heutigen Gemeinde Montbard (lateinisch: Mons Barrus) im Département Côte-d’Or. Die Familie existierte vom 11. bis zum 13. Jahrhundert.

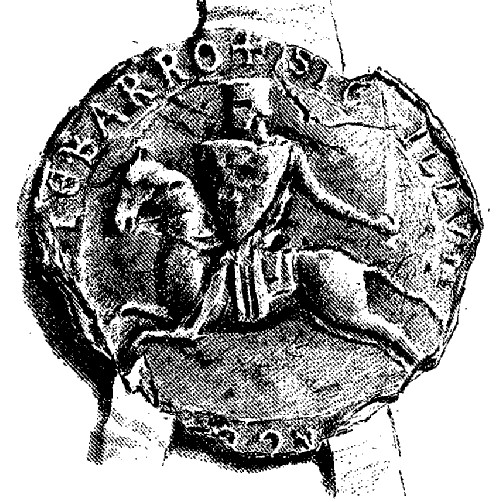
Siegel des André de Montbard (1103–1156), Meister des Templerordens

Bedeutung erlangte die Familie im 12. Jahrhundert durch zwei ihrer Angehörigen. André de Montbard war einer der Gründungsmitglieder des Templerordens und dessen fünfter Großmeister. Über ihn stand die Familie Montbard damit am Anfang der breiten Vernetzung dieses Ordens im politisch-sozialen Gefüge des französischen Burgund. Sein Neffe Bernhard von Clairvaux war der erste bedeutende Vertreter der Zisterzienserbruderschaft und Gründer des Klosters von Clairvaux. Er war maßgeblich für die Verbreitung seines Ordens weit über die Grenzen von Burgund hinaus verantwortlich. Er wie auch seine Mutter Aleth de Montbard und seine Geschwister wurden noch im 12. Jahrhundert heiliggesprochen.
Der erste bekannte Herr auf Montbard war Bernard I., der erstmals im Jahr 1065 urkundlich bezeugt ist. André I. war verheiratet mit Helvis von Montréal, der Erbin der Burg Époisses. Ihr gemeinsamer Sohn Bernard III. trat schließlich die Burg Montbard an Herzog Hugo III. von Burgund ab, wodurch in der Familie nur noch jene von Époisses verblieb. Wann dies geschah ist unklar, aber am 24. Juli 1189 wird Montbard erstmals im Besitz der herzoglichen Familie genannt. André III., genannt „d’Épiosses“, nahm 1219 am Kreuzzug von Damiette teil und geriet dabei zeitweilig in die Gefangenschaft der Sarazenen. Er war der letzte männliche Abkömmling seiner Familie. Über seine Erbtochter Helvis und deren Ehemann Dreux VI. de Mello gelangte Époisses in den Besitz des Adelsgeschlechts Mello.

## Stammliste
- Bernard I. († ~1101/04), Herr von Montbard; ⚭ mit Humberge
  - Renaud († ca. 1128), Herr von Montbard; ⚭ mit Aanolde
    - Bernard II. († 1140), Herr von Montbard
      - André I. († ~1166/70), Herr von Montbard; ⚭ mit Helvis, Herrin von Époisses, Tochter von Anséric I. von Montréal (Haus Chacenay)
        - André II. († ca. 1189), Herr von Montbard; ⚭ mit Mabile d’Arcy-sur-Cure
        - Bernard III. († ca. 1212), Herr von Montbard und Époisses; ⚭ mit Aremburge de Villehardouin, Nichte des Chronisten Gottfried von Villehardouin
          - André III. († ca. 1233), Herr von Époisses; ⚭ mit Huguette
            - Helvis, Herrin von Époisses; ⚭ ca. 1224 mit Dreux VI. de Mello († 1252)

          - Anséric
          - Helvis († 1245), ⚭ mit Hugues de Lormes († nach 1235)
          - Guy, Diakon von Langres
          - Jean, Herr von Chevigny
          - Bernard, Herr von Vie

        - Aenor de Montbard; ⚭ mit Bouchard de Seignelay
        - Jean de Montbard, Zisterziensermönch in Fontenay

    - Melisende „Comtesse“ de Montbard; ⚭ mit Renier de la Roche
    - Étienne de Montbard, Erzdiakon von Langres

  - Milon de Montbard
  - Aleth de Montbard; ⚭ mit Tescelin dem Roten († um 1130), Herr von Fontaines-les-Dijon
    - Bernhard von Clairvaux († 1153), erster Abt von Clairvaux
    - Humbelina († ca. 1136), Priorin von Jully; ⚭ wohl mit Anséric II. von Chacenay († 1137; Haus Chacenay)

  - N. N. (Tochter)
    - Robert, Abt von Noirlac[5]

  - André de Montbard († 1156), Großmeister des Templerordens